# Cizur
Cizur (baskiska: Zizur, occitanska: Zizur Zendea) är en kommun i Spanien.   Den ligger i provinsen Provincia de Navarra och regionen Navarra, i den nordöstra delen av landet, 300 km nordost om huvudstaden Madrid. Antalet invånare är 3 663. Arean är 53 kvadratkilometer. Cizur gränsar till Pamplona.
Terrängen i Cizur är platt åt nordost, men åt sydväst är den kuperad.
Cizur delas in i:
- Astráin
- Cizur Menor
- Eriete
- Gazólaz
- Guenduláin
- Larraya
- Muru-Astráin
- Paternáin
- Sagues
- Undiano
- Zariquiegui